# Awake (film, 2021)
Pour les articles homonymes, voir Awake.
Pour plus de détails, voir Fiche technique et Distribution.
Awake est un film américain de science-fiction apocalyptique et de thriller sorti en 2021, réalisé par Mark Raso, d'après un scénario qu'il a coécrit avec Joseph Raso. Il met en vedette Gina Rodriguez, Jennifer Jason Leigh, Barry Pepper, Finn Jones, Shamier Anderson, Ariana Greenblatt, Frances Fisher, Elias Edraki, Lucius Hoyos et Gil Bellows. Rodriguez incarne Jill, qui découvre que sa fille (interprétée par Greenblatt) pourrait être immunisée contre un trouble provoquant une privation de sommeil chronique généralisée. Elle tente alors de l'emmener dans un laboratoire afin d'aider à développer un remède.
Le film a été distribué par Netflix le 9 juin 2021 et a reçu des critiques généralement négatives, les critiques reprochant son intrigue trop dérivative et son manque de tension. Cependant, il a atteint la première place du classement mondial sur la plateforme à sa sortie.

## Synopsis
Jill Adams, ancienne infirmière de l'armée américaine et toxicomane en rémission, travaille comme agent de sécurité dans une université locale, où elle vole des drogues dans un laboratoire de recherche pour les revendre. Elle a deux enfants, Noah et Matilda.
Alors qu'ils roulent en voiture, leur véhicule perd toute puissance et est percuté par une autre voiture, les envoyant dans un lac. Matilda se noie mais est réanimée par un policier, qui révèle que tout appareil électrique est en panne. À l’hôpital, ils apprennent que des patients dans le coma se sont réveillés. De retour chez eux, la famille constate qu'elle est incapable de dormir. En se rendant au travail, Jill remarque que tout le quartier est éveillé. La psychiatre, Dr Murphy, explique que les gens semblent ne plus pouvoir s’endormir et qu’ils souffriront bientôt de privation de sommeil. La seule exception connue est une vieille femme, étudiée dans une base militaire appelée The Hub, dans l’espoir de trouver un remède.
Jill se souvient avoir vu Matilda endormie ce matin-là et craint qu’elle ne soit morte. Elle la retrouve dans une église, où les fidèles veulent la sacrifier. Un policier ouvre le feu, créant un chaos qui permet à Jill de fuir avec ses enfants. Noah persuade une Jill réticente de conduire Matilda à The Hub.
En route, un prisonnier évadé vole leur voiture avec Matilda à l’intérieur. Jill et Noah sont attaqués par d’autres fugitifs, mais le voleur de leur voiture, Dodge, intervient et les sauve. Lorsqu’ils atteignent The Hub, Jill demande à Dodge de partir avant d’entrer seule. Elle y trouve la vieille femme capable de dormir, dans un état critique. Dr Murphy lui explique qu'il n'existe aucun remède et que les scientifiques utilisent une drogue stimulant l’activité cérébrale pour tenir éveillés, bien qu’elle provoque des dommages neurologiques irréversibles. L’armée découvre Matilda, qui avoue en larmes qu’elle peut dormir.
Les scientifiques décident d’étudier Matilda pour comprendre son cas. Elle remarque un singe en laboratoire qui ne s’endort pas sous anesthésie. Un chercheur explique que les chimpanzés sont les seuls animaux, en dehors des humains, à être incapables de dormir normalement en raison de leur proximité biologique avec nous. En testant le gaz anesthésiant sur Matilda, elle s’endort. Pendant ce temps, Jill, menottée dans une pièce, commence à délirer.
Dr Murphy révèle à Jill que la catastrophe a été causée par une éruption solaire ayant perturbé les cerveaux humains. De son côté, Dodge est recruté comme garde et reçoit des stimulants. La vieille femme meurt d’un arrêt cardiaque, et Noah est emmené pour des expériences. Les soldats, devenant fous, commencent à s’entretuer. Jill, avec l’aide d’un scientifique, parvient à sauver Matilda. Noah, en pleine hallucination, s’électrocute accidentellement. Jill et Matilda tentent de le ranimer mais subissent un choc électrique en utilisant mal le défibrillateur.
Au matin, Matilda remarque que Noah a survécu et qu’il se réveille en disant qu’il a rêvé. Jill, épuisée et mourante, s’effondre. Matilda réalise alors que la raison pour laquelle elle et Noah peuvent dormir est qu'ils sont tous deux déjà morts brièvement. Elle et Noah noient Jill dans un lac, puis tentent de la réanimer. Jill reprend connaissance au moment où l'écran devient noir et que le générique commence.

## Fiche technique
- Titre : Awake
- Réalisation : Mark Raso
- Scénario : Joseph et Mark Raso, Gregory Poirier
- Musique : Antonio Pinto
- Photographie : Alan Poon
- Montage : Michele Conroy
- Production : Paul Schiff
- Sociétés de production : Entertainment One et Paul Schiff Productions
- Pays :  États-Unis
- Genre : Film d'aventures
- Durée : 96 minutes
- Dates de sortie :
  - États-Unis : 9 juin 2021
  - France : 9 juin 2021

## Distribution
- Gina Rodriguez (VF : Alice Taurand) : Jill
- Ariana Greenblatt (VF : Violette Valensi) : Matilda
- Lucius Hoyos (VF : Julien Crampon) : Noah
- Shamier Anderson (VF : Mike Fédée) : Dodge
- Jennifer Jason Leigh (VF : Laurence Dourlens) : Dr. Murphy
- Finn Jones (VF : Damien Ferrette) : Brian
- Frances Fisher (VF : Blanche Ravalec) : Doris
- Barry Pepper (VF : Serge Faliu) : Pasteur
- Gil Bellows (VF : Pierre Tessier) : Dr. Katz

## Production
En mai 2019, il a été annoncé que Gina Rodriguez avait rejoint le casting du film, avec Mark Raso à la direction, d'après un scénario qu'il a coécrit avec Joseph Raso, et avec Netflix en tant que distributeur. En août 2019, Jennifer Jason Leigh, Barry Pepper, Finn Jones, Shamier Anderson, Ariana Greenblatt, Frances Fisher, Lucius Hoyos et Gil Bellows ont également rejoint le casting du film.
Le tournage principal a commencé en août 2019.

## Réception
Sur le site de critiques Rotten Tomatoes, 24 % des 51 critiques sont positives, avec une note moyenne de 4,4/10. Le consensus du site indique : "Un film catastrophe dispersé et superficiel, Awake fera en sorte que le public appuie sur le bouton snooze."  Metacritic, qui utilise une moyenne pondérée, a attribué au film un score de 35 sur 100, basé sur 13 critiques, indiquant des avis "généralement défavorables" .
Nick Allen de The Playlist l'a qualifié d'« abominable » et a attribué au film un « D ». Il a écrit que le film "prouve qu'il n'a aucune idée de la manière de présenter sa seule idée originale avec des sensations visuelles, et il sous-estime de manière absurde l'importance de la performance dans un film d'horreur de ce type." 